# Naia (Fluss)
Der Naia (auch Naja) ist ein Fluss (Torrente) mit 30 km Länge in Umbrien, Italien. Er durchfließt die Provinzen Terni und Perugia von Süd nach Nordwesten, um südwestlich von Todi als linker Zufluss in den Tiber einzutreten.

## Verlauf
Der Naia entspringt im nördlichen Gemeindegebiet von San Gemini und verläuft von hier nach Norden in das östliche Gemeindegebiet von Montecastrilli. Weiter nach Norden verlaufend tritt er in das Gemeindegebiet von Acquasparta ein, verläuft westlich des Ortskerns (320 m) und dreht sich im südlichen Gemeindegebiet von Massa Martana nach Westen. Hier passiert der Fluss den Bahnhof San Faustino/Casigliano (San Faustino gehört zu Massa Martana, Casigliano ist Ortsteil von Acquasparta) im Gemeindegebiet von Acquasparta und fließt dann südlich von Collevalenza, einem südlichen Ortsteil von Todi, weiter nach Nordwesten. Nach etwa fünf Kilometern passiert er den Todiner Ortsteil Pontenaia (320 m), kurz darauf und nordwestlich von Pontenaia stößt von links der Fluss Arnata hinzu. Zwei Kilometer weiter westlich endet der Naia dann als linker Nebenfluss in den Tiber.

## Ponte Fonnaia
Die römische Brücke Ponte Fonnaia liegt im südlichen Gemeindegebiet von Massa Martana. Die einbogige Brücke an der damaligen Via Flaminia überquert einen kleinen Zufluss des Naia, besteht aus Travertinsteinen des Bossenwerk und hat eine Breite von 20 m und eine Höhe von etwa 10 m. Die Brücke entstand um 220 v. Chr., das heutige Erscheinungsbild ist mit 27 n. Chr. datiert.

Bilder
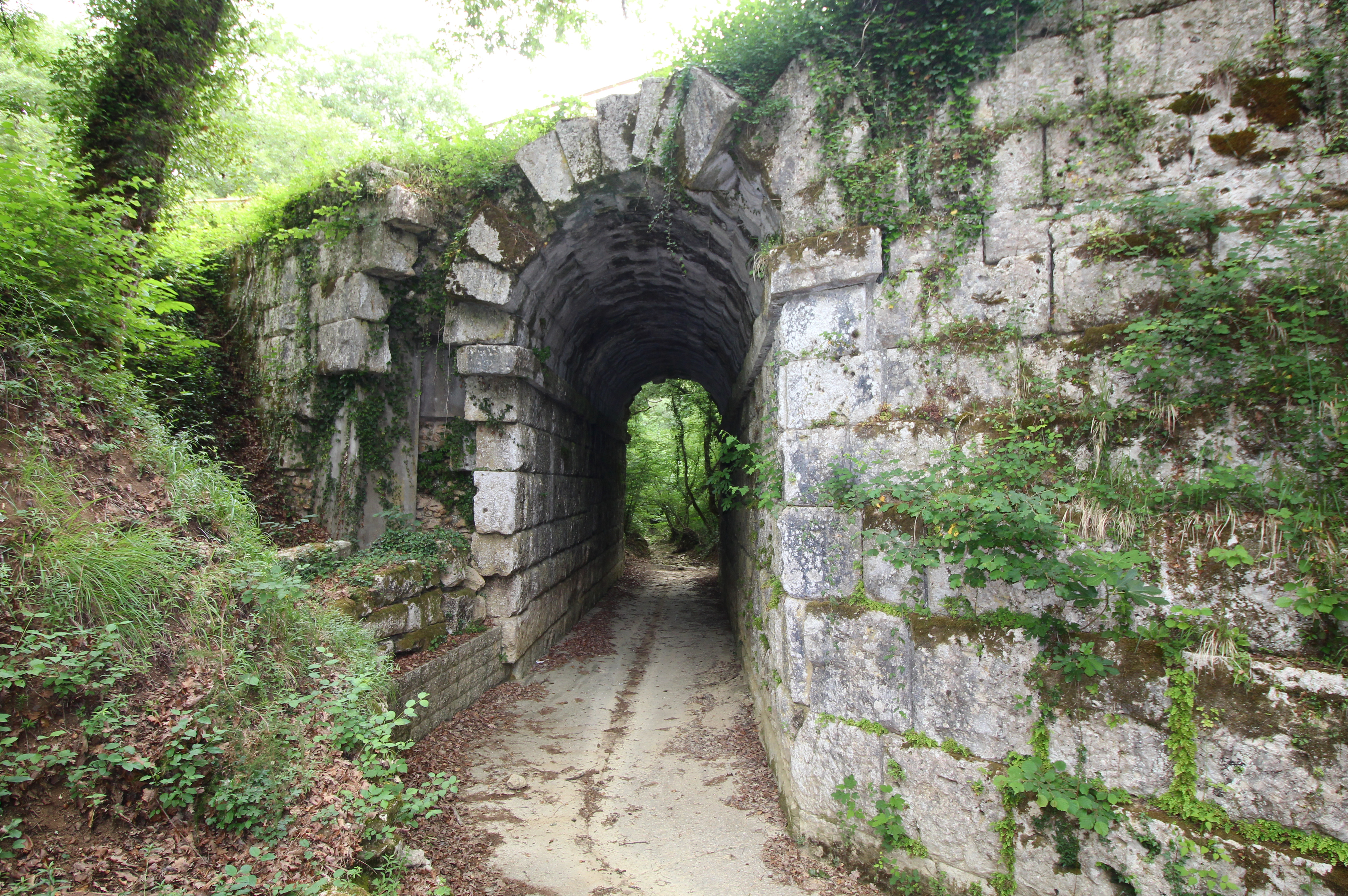
Südseite der Brücke Ponte Fonnaia
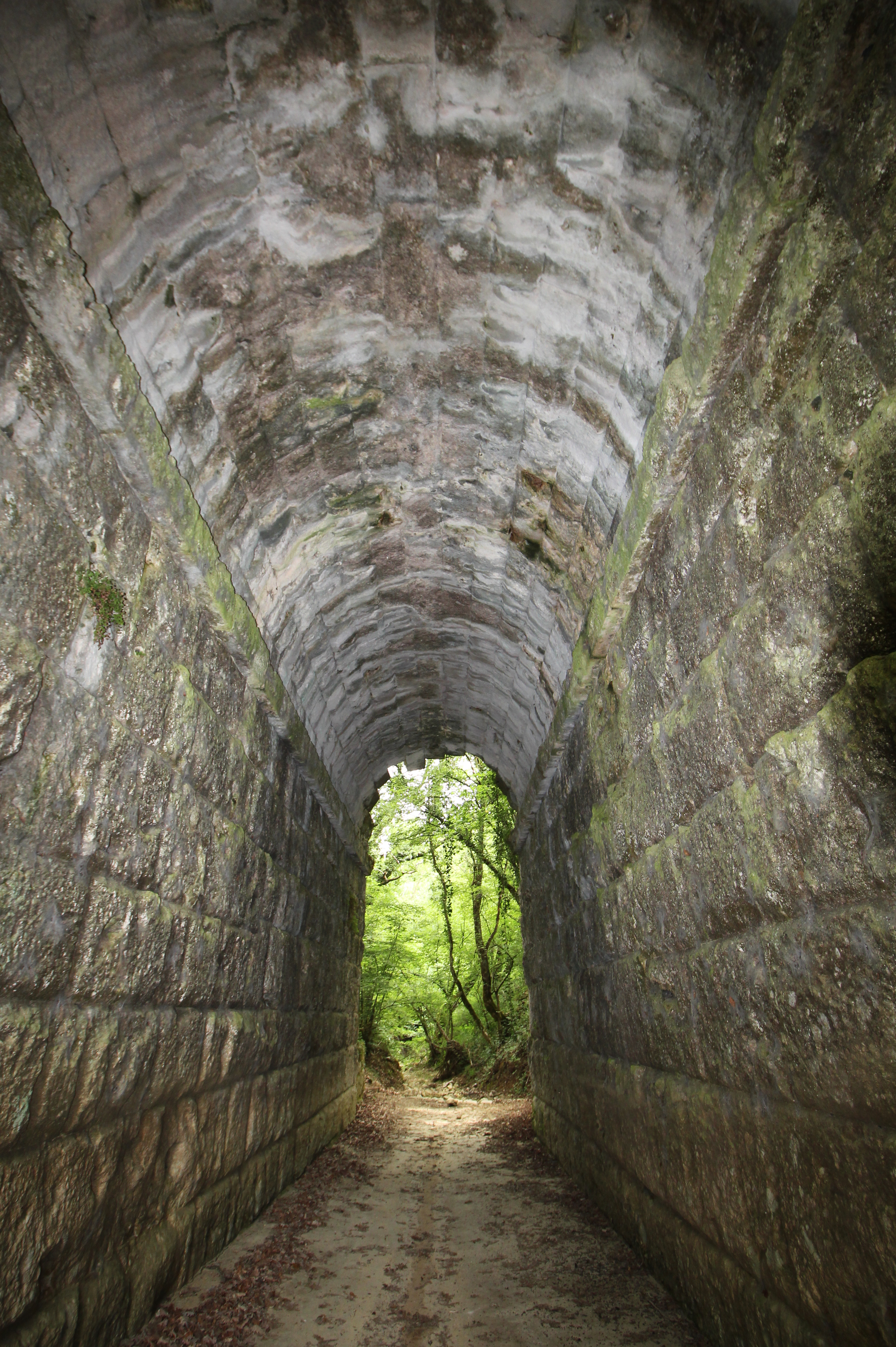
Die Brücke Ponte Fonnaia von innen
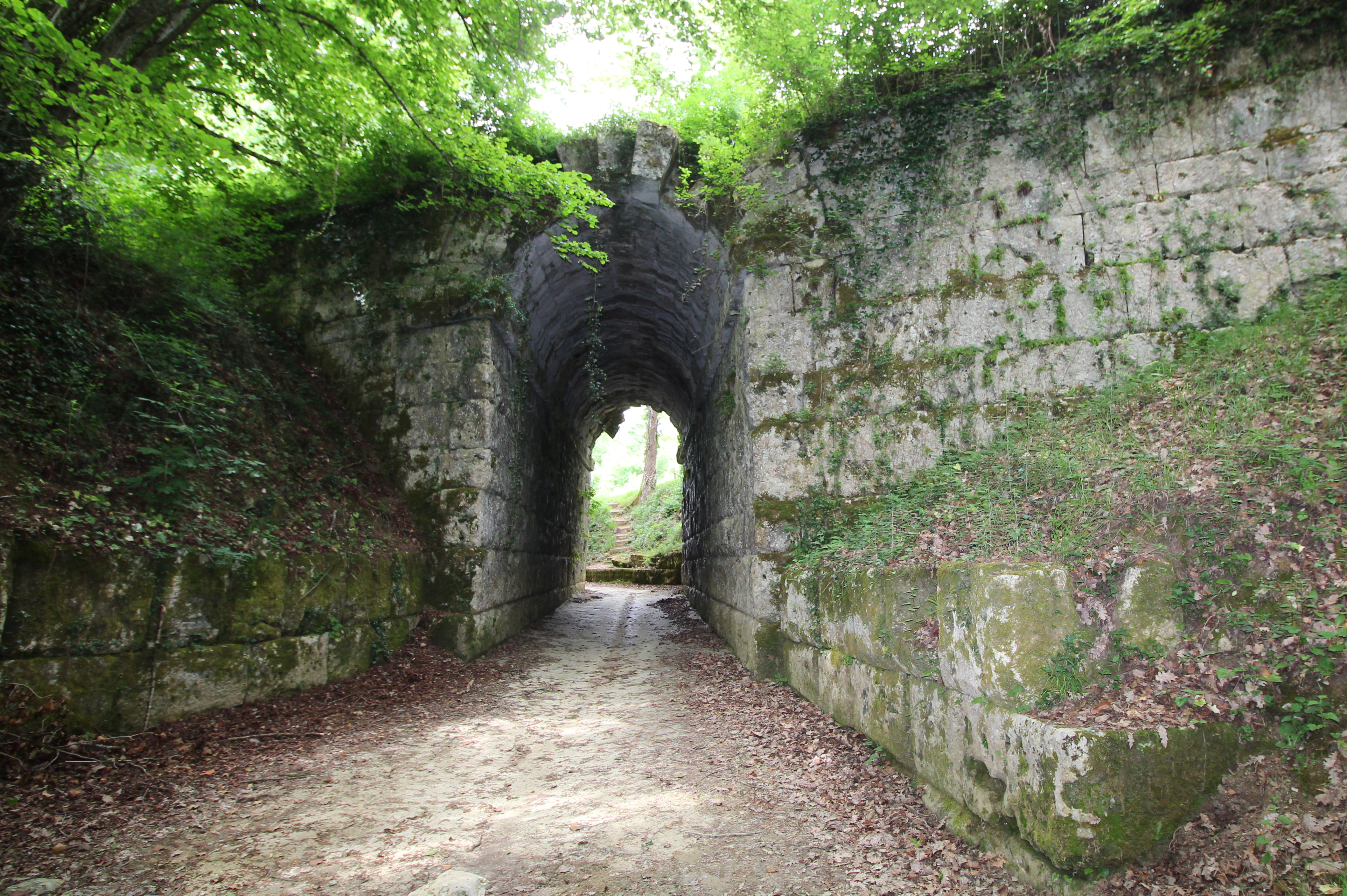
Nordseite der Brücke Ponte Fonnaia